# Championnat panaméricain des clubs masculin de handball
Le championnat panaméricain des clubs de handball (Campeonato Panamericano de Clubes Masculino) est la compétition de clubs de handball masculin la plus importante en Amérique. Le vainqueur du tournoi représente les Amériques lors de la coupe du monde des clubs de handball. Depuis sa création, le tournoi est largement dominé par les clubs brésiliens.
La compétition est arrêtée avec la dissolution de la Fédération panaméricaine de handball.

## Palmarès
| Édition | Année     | Hôte         | Médaille d'or, Amérique | Médaille d'argent, Amérique | Médaille de bronze, Amérique |
| ------- | --------- | ------------ | ----------------------- | --------------------------- | ---------------------------- |
| 1re     | 2007      | São Bernardo | ADC Metodista           | Unifil Londrina             | River Plate                  |
| 2e      | 2008      | Londrina     | ADC Metodista           | Unopar                      | EC Pinheiros                 |
| 3e      | 2009      | Londrina     | Unopar                  | ADC Metodista               | SAG Los Polvorines           |
| 4e      | 2011      | São Bernardo | EC Pinheiros            | Unopar                      | River Plate                  |
| 5e      | 2012      | Londrina     | ADC Metodista           | EC Pinheiros                | River Plate                  |
| 6e      | 2013 (en) | Taubaté      | Handebol Clube Taubaté  | EC Pinheiros                | ADC Metodista                |
| 7e      | 2014 (en) | Taubaté      | Handebol Clube Taubaté  | EC Pinheiros                | Colegio Ward                 |
| 8e      | 2015 (en) | Taubaté      | Handebol Clube Taubaté  | EC Pinheiros                | River Plate                  |
| 9e      | 2016 (en) | Buenos Aires | Handebol Clube Taubaté  | EC Pinheiros                | SAG Villa Ballester          |
| 10e     | 2017 (en) | Buenos Aires | EC Pinheiros            | Handebol Clube Taubaté      | UNLu                         |
| 11e     | 2018 (en) | Taubaté      | Handebol Clube Taubaté  | SAG Villa Ballester         | EC Pinheiros                 |

## Bilan
| Rang | Club                   | Médaille d'or, Amérique | Médaille d'argent, Amérique | Médaille de bronze, Amérique | Total |
| ---- | ---------------------- | ----------------------- | --------------------------- | ---------------------------- | ----- |
| 1    | Handebol Clube Taubaté | 5                       | 1                           | 0                            | 6     |
| 2    | ADC Metodista          | 3                       | 1                           | 1                            | 5     |
| 3    | EC Pinheiros           | 2                       | 5                           | 2                            | 9     |
| 4    | Unopar                 | 1                       | 2                           | 0                            | 3     |
| 5    | SAG Villa Ballester    | 0                       | 1                           | 1                            | 2     |
| 6    | Unifil Londrina        | 0                       | 1                           | 0                            | 1     |
| 7    | River Plate            | 0                       | 0                           | 4                            | 4     |
| 8    | Colegio Ward           | 0                       | 0                           | 1                            | 1     |
| 8    | SAG Los Polvorines     | 0                       | 0                           | 1                            | 1     |
| 8    | UNLu                   | 0                       | 0                           | 1                            | 1     |

## Bilan par nation
| Rang | Nation    | Médaille d'or, Amérique | Médaille d'argent, Amérique | Médaille de bronze, Amérique | Total |
| ---- | --------- | ----------------------- | --------------------------- | ---------------------------- | ----- |
| 1    | Brésil    | 11                      | 10                          | 3                            | 24    |
| 2    | Argentine | 0                       | 1                           | 8                            | 9     |

## Sources
- (en) Palmarès sur le site officiel de la PATHF